# Festuca intercedens
Festuca intercedens là một loài thực vật có hoa trong họ Hòa thảo. Loài này được Lüdi ex Bech. mô tả khoa học đầu tiên năm 1940.